# Tutea Falls
Die Tutea Falls sind ein Wasserfall auf der Nordinsel Neuseelands. Er liegt im Lauf des Kaituna River im Gebiet der Ortschaft Okere Falls in der Region Bay of Plenty. Die Tutea Falls gehören neben den stromaufwärts liegenden Okere Falls und den stromabwärts befindlichen Kaituna Falls zu einem Komplex dreier dicht aufeinanderfolgender, raftingfähiger Stromschnellen.
Vom New Zealand State Highway 33 zweigt im Ort Okere Falls die Okere Falls Road nach Norden ab. Dort, wo diese nach etwa 200 Metern in die Trout Pool Road übergeht, befindet sich ein Besucherparkplatz mit einem Zugang zu allen Fällen über den Okere Falls Track entlang des Ufers des Kaituna River.